# Tây sương
Tây sương (西廂, Mái Tây) là một truyện thơ Việt Nam bằng chữ Nôm, ra đời vào thời Nguyễn. Theo nhiều nhà nghiên cứu văn học thì đây là "một tác phẩm ca ngợi tình yêu tự do táo bạo, vượt ra ngoài lễ giáo phong kiến."